# Giuseppe Vallemani
Giuseppe Vallemani (né le 9 juin 1648 à Fabriano, dans l'actuelle région des Marches, alors  dans les  États pontificaux, et mort le 15 décembre 1725  à Rome) est un cardinal italien du XVIIIe siècle.

## Biographie
Giuseppe Vallemani exerce diverses fonctions au sein de la Curie romaine, notamment comme référendaire du tribunal suprême de la Signature apostolique et comme secrétaire de la Congrégation des rites, de la Congrégation de l'immunité ecclésiastique et de la Congrégation de la discipline religieuse. Il est préfet des archives secrètes du Vatican de juillet 1675 à août 1676.
Il est nommé archevêque titulaire d'Athènes en 1701. 
Le pape Clément XI le crée cardinal in pectore lors du consistoire du 17 mai 1706. Sa création est publiée le 1er août 1707. Le cardinal Vallemani est préfet du Palais apostolique et gouverneur de Castelgandolfo.
Le cardinal Vallemani participe au conclave de 1721, lors duquel Innocent XIII est élu pape, et à celui de 1724 (élection de Benoît XIII).

### Sources
- Fiche du cardinal Giuseppe Vallemani sur le site fiu.edu